# Fretter
Fretter ist ein Ortsteil der Gemeinde Finnentrop im Kreis Olpe, Nordrhein-Westfalen mit rund 1400 Einwohnern.

## Wirtschaft und Infrastruktur
In Fretter sind unter anderem Unternehmen folgender Branchen zu finden: Orthopädieschuhtechnik, Holzproduktion, Holzverarbeitung, Metallverarbeitung, Sprengstoffe, Getränkegroßhandel, Busunternehmen, Automatisierungstechnik, Forstwirtschaft, Spedition, Bauunternehmen, Vermietung von Baumaschinen, Gastronomie.

### Verkehr
Die L 737/880 führt als Hauptverkehrsstraße durch den Ort und verbindet Fretter mit Finnentrop und Bamenohl sowie mit Eslohe. Es bestehen Busverbindungen in Richtung Finnentrop und Eslohe. Darüber hinaus gibt es Verbindungen Richtung Oedingen (L 737) und Ostentrop (K 30). Früher verfügte Fretter über einen eigenen Eisenbahnanschluss an der damaligen Bahnstrecke Finnentrop–Wennemen.

### Öffentliche Einrichtungen
- Kindergarten
- Grundschule
- Freiwillige Feuerwehr (seit 1923)

### Kultur, Sehenswürdigkeiten

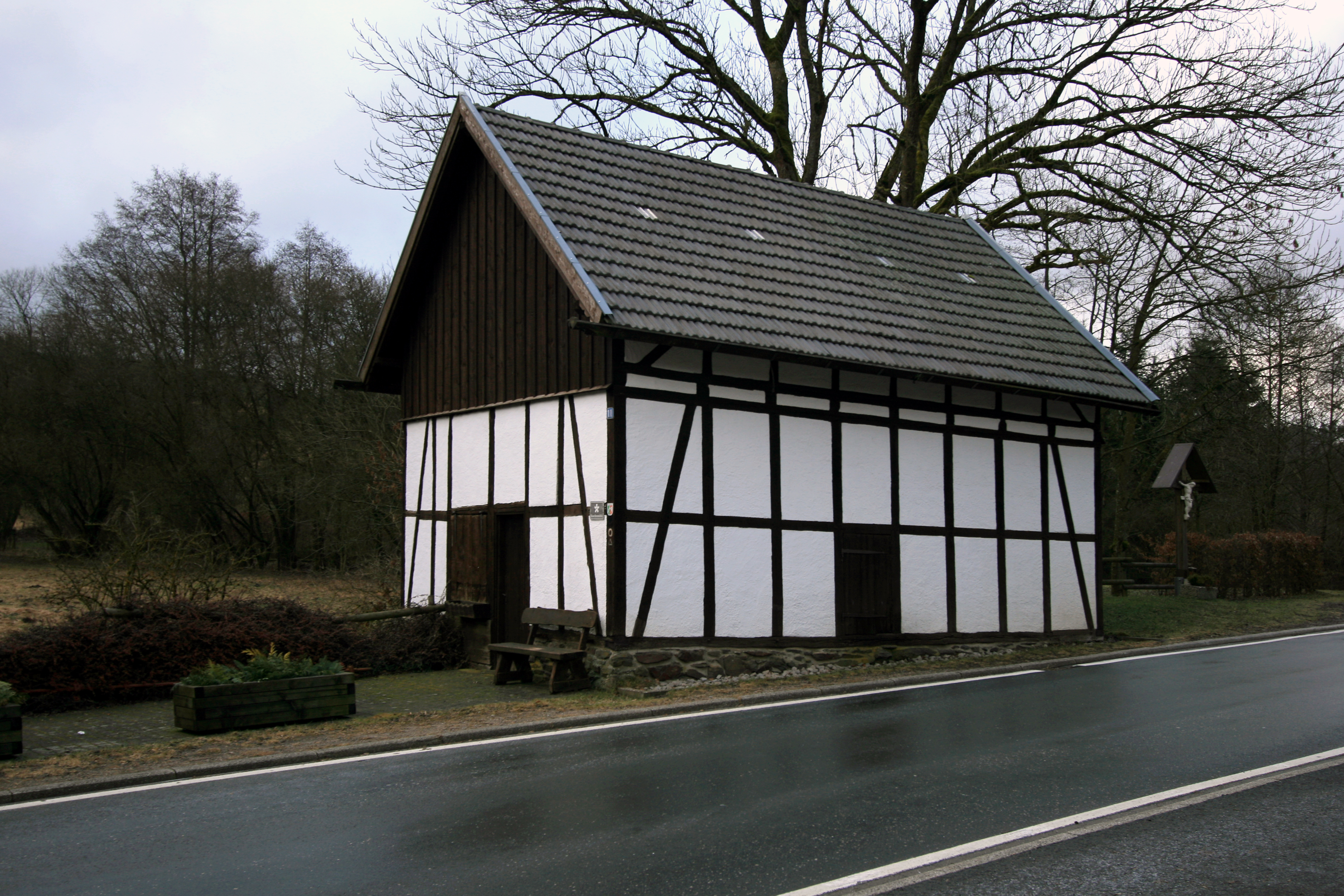
Knochenmühle in Fretter

- In der Knochenmühle von Fretter kann man an ausgewählten Tagen im Jahr sehen, wie man vor über 100 Jahren mit reiner Wasserkraft Tierknochen zermahlen hat. Das Stampfwerk vom Typ der „Kalifornischen Poche“ stammt aus einer Eisenhüttenanlage und ist damit das letzte erhaltene Pochwerk in Nordrhein-Westfalen und bundesweit das älteste Exemplar dieses Typs (um 1860). Die Knochenmühle wurde 1987 unter A26 in die Denkmalliste der Gemeinde Finnentrop eingetragen.
- Zwischen einem Wald und dem Fretterbach liegt der „Ruhrmanns Teich“.
- Fretter liegt dank seiner zentralen Lage im Frettertal an vielen Wanderwegen und zudem im Naturpark Sauerland-Rothaargebirge.
- Im Ortsteil finden sich schiefergedeckte Fachwerkhäuser, oftmals mit plattdeutschen Inschriften. Sie sind Zeugen der Vergangenheit.
- Schützenfest am Sonntag nach Jakobus (meist das letzte Wochenende im Juli).
- alte Burgruine am Ortsrand.
- Im Juli 2013 erschien über das Dorf ein Hörstück, das unter anderem Bezug nimmt auf das holzverarbeitende Gewerbe sowie auf die Nachbardörfer Deutmecke und Ostentrop.[2]

### Kirche St. Matthias
Nachdem die alte Kapelle, welche urkundlich ab 1509 erwähnt wird, infolge fortgesetzter Zunahme der Einwohnerzahl zu klein geworden war, wurde sie 1929 abgerissen.
Mit dem Bau der heutigen Kirche wurde 1926 begonnen, so dass die Grundsteinlegung am 1. Mai 1927 erfolgen konnte. Am 29. Juni 1933, am Peter-und-Pauls-Tag, nahm der Paderborner Erzbischof Caspar Klein die feierliche Konsekration vor. Die Orgel wurde in den Kriegswirren des Zweiten Weltkrieges beschädigt und wurde 1946 durch das Orgelbauunternehmen Stockmann aus Werl instand gesetzt.

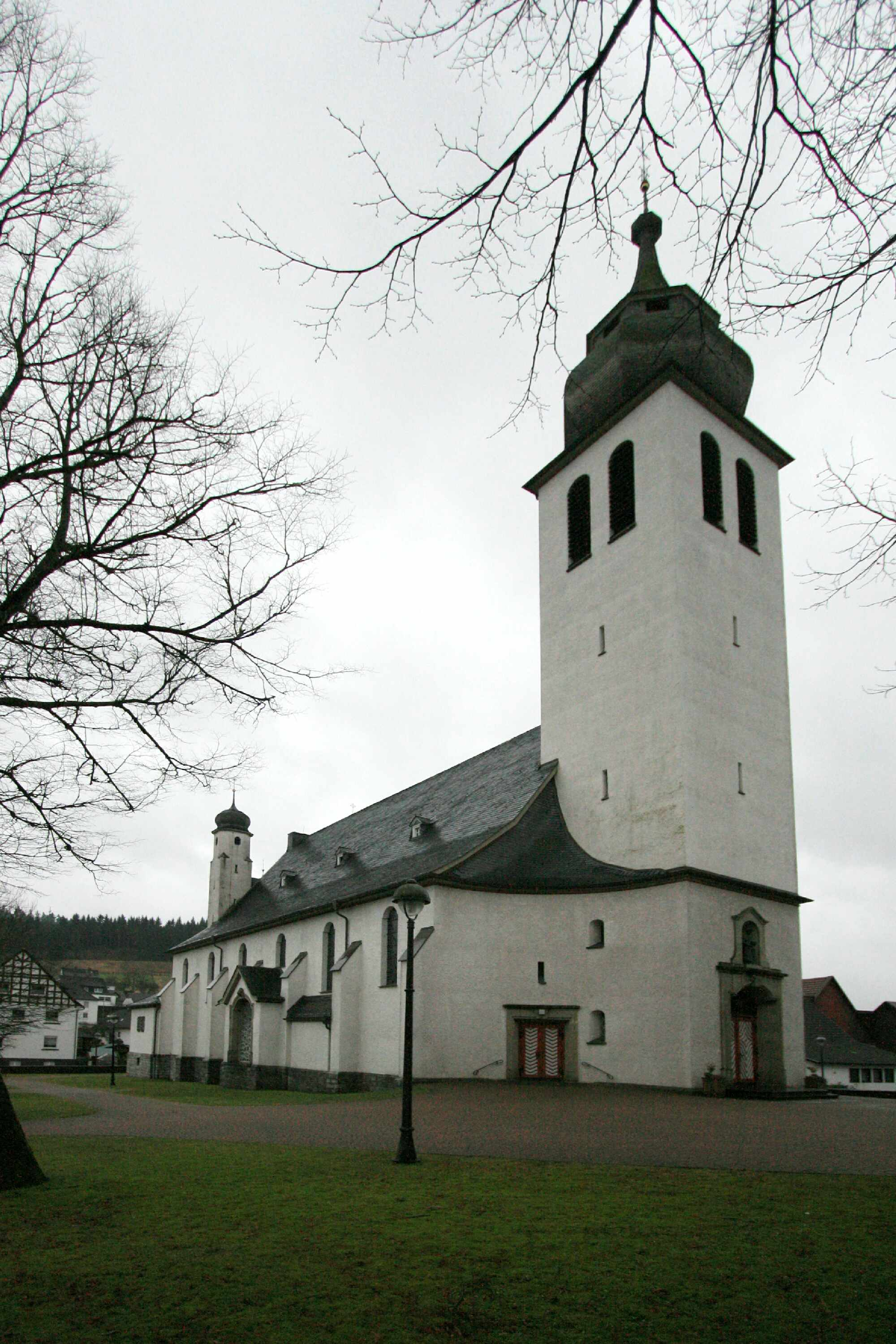
St. Matthias Fretter
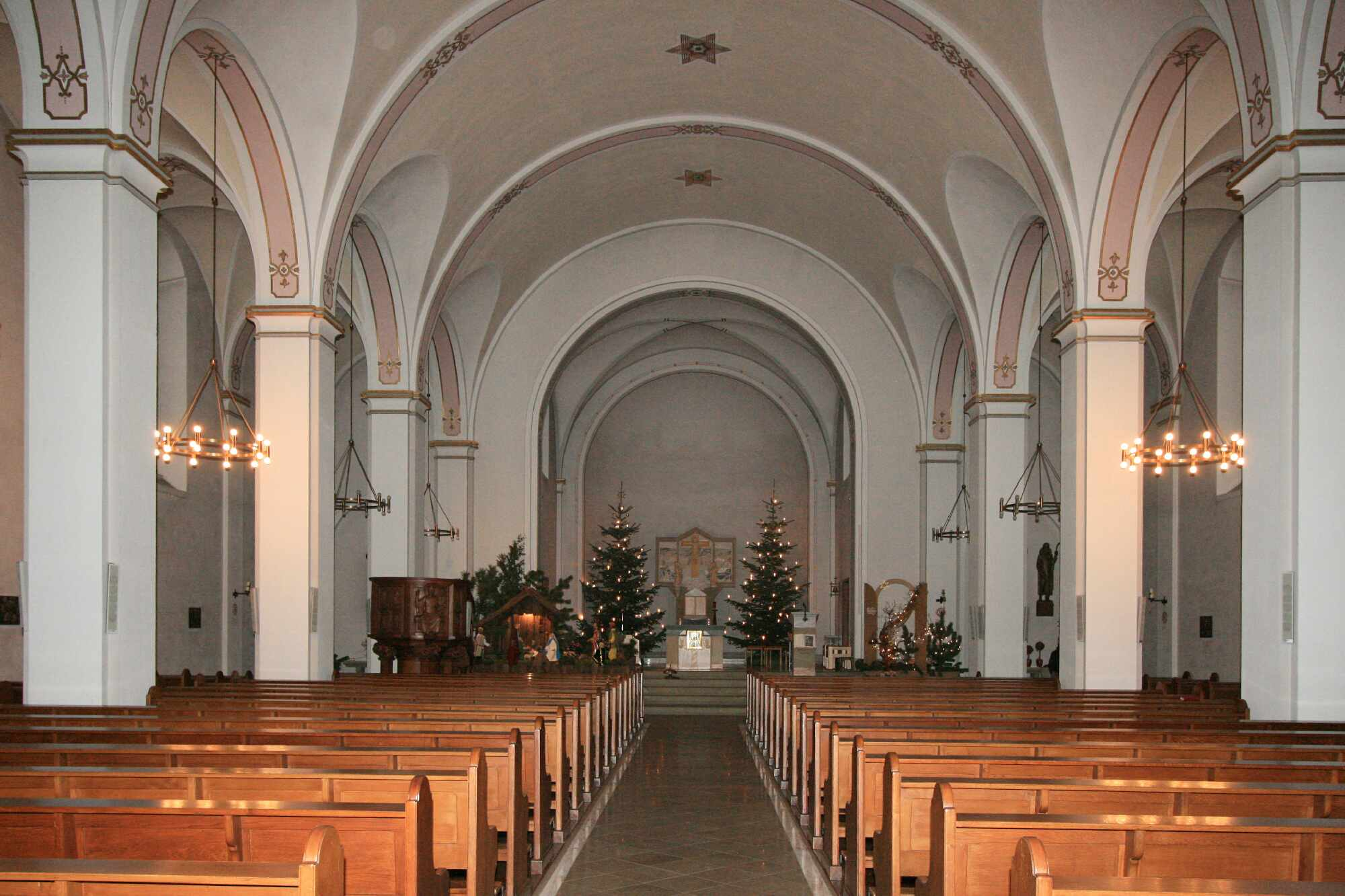
Innenraum St. Matthias Fretter
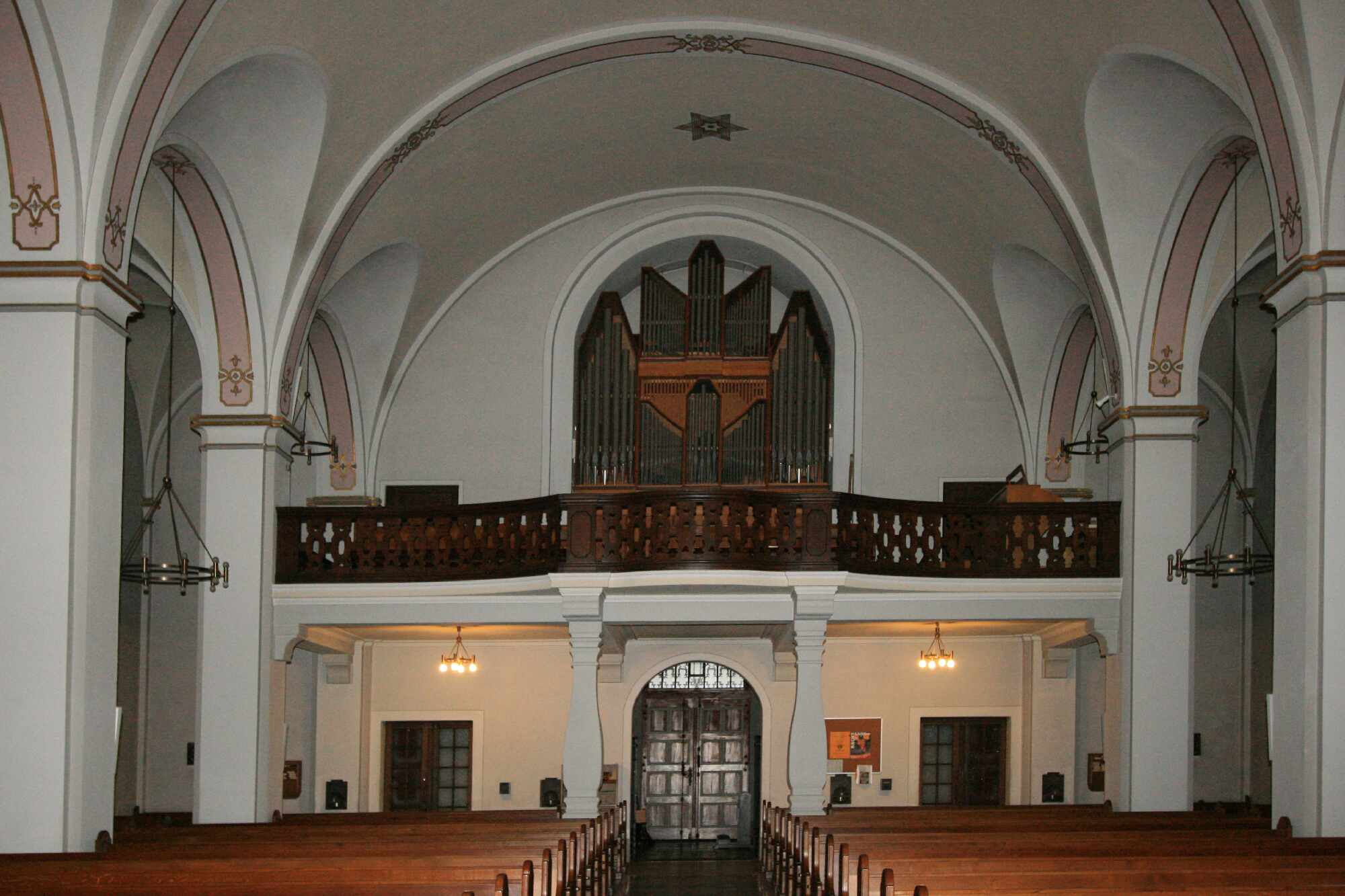
Orgel St. Matthias Fretter

### Vereine
- Schützenbruderschaft St. Matthias (1860) (seit 2017 erstmals mit einer Jungschützenabteilung)
- Sportverein Fretter (1945) (seit Saison 2014–2015 mit dem SV Serkenrode in einer Spielgemeinschaft als SG Serkenrode/Fretter Größter Erfolg Aufstieg in Bezirksliga 2017)
- Ski-Club Fretter (1956) mit den Bereichen: Leichtathletik, Ski, Tennis, Prinzengarde, Funkengarde und Radsport
- Verkehrsverein – heute Dorf- und Heimatverein (1975)
- Schützenverein St. Eddi (1968)
- Katholische Frauengemeinschaft (1922)

### Musik
- Männergesangverein „1901“ Fretter
- Katholischer Kirchenchor (seit 1978)

## Persönlichkeiten
- Josef Quinke: (* 18. Oktober 1905 in Fretter; † 16. Dezember 1942 im Konzentrationslager Sachsenhausen). Er schickte den Soldaten an der Front Päckchen und legte diesen aus christlicher Überzeugung den berühmten Hirtenbrief des Münsteraner Kardinals von Galen bei. Am 17. Mai 1942 wurde er im Gestapo-Gefängnis Steinwache in Dortmund inhaftiert. Er starb am 16. Dezember 1942 im KZ Sachsenhausen. Josef Quinke wurde später von Papst Johannes Paul II. zu einem Märtyrer des 20. Jahrhunderts erklärt und seliggesprochen.[4]
- Hannes Pingsmann (* 18. März 1894 in Essen-Rüttenscheid; † 27. September 1955 in Essen), Maler und Grafiker.
- Hermann Hagedorn (* 20. August 1884 in Borbeck-Gerschede; † 7. März 1951 in Fretter), deutscher Pädagoge und Heimatdichter.